# Blang Tengku
Blang Tengku is een bestuurslaag in het regentschap Nagan Raya van de provincie Atjeh, Indonesië. Blang Tengku telt 49 inwoners (volkstelling 2010).